# Біла ворона
«Біла ворона» — український короткометражний анімаційний фільм режисера Анатолія Лавренишина.

## Про фільм
Історія про маленьке створіння, розбуджене білою вороною, намагається прорватися до сонця та свободи.